# Campeonato Mundial de Remo de 2012
El XLII Campeonato Mundial de Remo se celebró en Plovdiv (Bulgaria) entre el 16 y el 19 de agosto de 2012 bajo la organización de la Federación Internacional de Sociedades de Remo (FISA) y la Federación Búlgara de Remo.
Las competiciones se realizaron en el canal de remo ubicado a un costado del río Maritsa, ubicado al oeste de la ciudad búlgara. Sólo se compitió en las categorías no olímpicas.

## Medallistas

### Masculino
| Evento                               | Oro | Plata | Bronce |
| ------------------------------------ | --- | --- | --- |
| Dos con timonel M2+ (18.08)          | Stanislau Shcharbachenia · Aliaxandr Kazubouski · Piotr Piatrynich (t) · Bielorrusia · 6:55,33                                                                                                 | Michael Molina Benjamin Lang Benjamin Manceau (t) Francia 6:55,93 | Kai Langerfeld · Peter McClelland · Dane Lawson (t) · Canadá · 6:56,61                                                  |
| Scull individual ligero LM1X (19.08) | Henrik Stephansen Dinamarca 6:56,41 | Péter Galambos · Hungría · 6:57,50 | Andrew Campbell Estados Unidos 6:57,88                                                                                  |
| Dos sin timonel ligero LM2- (19.08)  | Luca De Maria · Armando Dell'Aquila · Italia · 6:37,11 | Arnoud Greidanus · Joris Pijs · Países Bajos · 6:37,18 | Fabien Tilliet Jean-Christophe Bette Francia 6:39,88                                                                    |
| Cuatro scull ligero LM4X (18.08)     | Adam Sobczak · Mariusz Stańczuk · Artur Mikołajczewski · Miłosz Jankowski · Polonia · 5:55,03                                                                                                  | Yeoryos Kónsolas · Nikólaos Afentulis · Panayotis Magdanís · Eleftherios Kónsolas · Grecia · 5:56,74                                                                                    | Liang Yangyang Guo Yang Fa Guofeng Kong Deming China 5:57,12                                                            |
| Ocho con timonel ligero LM8+ (18.08) | Matthias Schömann-Finck · Jost Schömann-Finck · Martin Kühner · Jonas Schützeberg · Christian Hochbruck · Jochen Kühner · Bastian Seibt · Lars Wichert · Martin Sauer (t) · Alemania · 5:44,10 | Jiří Vlček · Catello Amarante · Salvatore Di Somma · Davide Riccardi · Livio La Padula · Martino Goretti · Andrea Caianiello · Matteo Pinca · Gianluca Barattolo (t) · Italia · 5:46,78 | Ke Feng Meng Yulya Wang Jiahai Shi Shuai Zheng Xiaoyun Hou Zhenwei Li Qiang Zhao Jingbin Wang Minjian (t) China 5:47,85 |

### Femenino
| Evento                               | Oro                                                                                     | Plata                                                                            | Bronce                                                                           |
| ------------------------------------ | --------------------------------------------------------------------------------------- | -------------------------------------------------------------------------------- | -------------------------------------------------------------------------------- |
| Scull individual ligero LW1X (19.08) | Alexandra Tsiavu · Grecia · 7:32,37                                                     | Michaela Taupe-Traer · Austria · 7:37,04                                         | Alena Kryvasheyenka · Bielorrusia · 7:38,93                                      |
| Cuatro scull ligero LW4X (18.08)     | Magdalena Kemnitz · Jaclyn Halko · Agnieszka Renc · Weronika Deresz · Polonia · 6:36,17 | Helene Olsen Sarah Jürgensen Christina Pultz Sarah Christensen Dinamarca 6:37,82 | Giulia Pollini · Enrica Marasca · Elena Coletti · Erika Bello · Italia · 6:39,13 |

## Medallero
| Núm. | País           | Oro | Plata | Bronce | Total |
| ---- | -------------- | --- | ----- | ------ | ----- |
| 1    | Polonia        | 2   | 0     | 0      | 2     |
| 2    | Italia         | 1   | 1     | 1      | 3     |
| 3    | Dinamarca      | 1   | 1     | 0      | 2     |
| 3    | Grecia         | 1   | 1     | 0      | 2     |
| 5    | Bielorrusia    | 1   | 0     | 1      | 2     |
| 6    | Alemania       | 1   | 0     | 0      | 1     |
| 7    | Francia        | 0   | 1     | 1      | 2     |
| 8    | Austria        | 0   | 1     | 0      | 1     |
| 8    | Hungría        | 0   | 1     | 0      | 1     |
| 8    | Países Bajos   | 0   | 1     | 0      | 1     |
| 11   | China          | 0   | 0     | 2      | 2     |
| 12   | Canadá         | 0   | 0     | 1      | 1     |
| 12   | Estados Unidos | 0   | 0     | 1      | 1     |
|      | TOTAL          | 7   | 7     | 7      | 21    |